# Lista de anfíbios extintos
Os Anfíbios, pertencentes a classe amphibia, são animais vertebrados que têm por característica apresentarem, em sua maioria, uma vida dupla, com uma primeira fase em ambiente aquático e uma segunda fase em ambiente terrestre. Já foram identificadas mais de 7 mil espécies, mas existem diversas espécies ameaçadas ou extintas.

## Espécies extintas

### Subclasse Lissamphibia

#### OrdemAnura
Como exemplo as espécies de rãs, sapos e pererecas.

##### SubordemArchaeobatrachia
- Família Ascaphidae.
  - Vieraella herbsti - Argentina  - Extinta no Período Jurássico.

##### SubordemNeobatrachia
- Família Bufonidae.
  - Atelopus ignescens - Jambato-Negro - Equador - Extinto desde 1988.
  - Atelopus longirostris - Equador.
  - Atelopus vogli - Venezuela.
  - Bufo holmani.
  - Bufo kuhrei.
  - Bufo periglenes - Sapo Dourado - Monteverde, Costa Rica - Extinto em 1989.

- Família Hylidae.
  - Phrynomedusa fimbriata - Brasil - Extinta em 1920.

- Família Myobatrachidae.
  - Rheobatrachus silus - Queensland, Austrália - Entinta em 1981.
  - Rheobatrachus vitellinus - Rã Incubadora Gástrica do Norte - Queensland, Austrália - Extinta em 1985.
  - Taudactylus diurnus - Queensland, Austrália - Extinta em 1979.
  - Uperoleia marmorata - Sapinho-Marmóreo - Austrália.

- Família Ranidae.
  - Lithobates fisheri - Sapo-Leopardo-do-Vale-de-Vegas - EUA - Extinto em 2002.
  - Nannophrys guentheri - Sri Lanka.

- Família Rhacophoridae.
  - Pseudophilautus adspersus - Sri Lanka.
  - Pseudophilautus dimbullae - Sri Lanka.
  - Pseudophilautus eximius - Sri Lanka.
  - Pseudophilautus extirpo - Sri Lanka.
  - Pseudophilautus halyi - Sri Lanka.
  - Pseudophilautus leucorhinus - Sri Lanka.
  - Pseudophilautus maia - Sri Lanka.
  - Pseudophilautus malcolmsmithi - Sri Lanka.
  - Pseudophilautus nanus - Sri Lanka.
  - Pseudophilautus nasutus - Sri Lanka.
  - Pseudophilautus oxyrhynchus - Sri Lanka.
  - Pseudophilautus pardus - Sri Lanka.
  - Pseudophilautus rugatus - Sri Lanka.
  - Pseudophilautus stellatus - Sri Lanka.
  - Pseudophilautus temporalis - Sri Lanka.
  - Pseudophilautus variabilis - Sri Lanka.
  - Pseudophilautus zal - Sri Lanka.
  - Pseudophilautus zimmeri - Sri Lanka.
  - Raorchestes travancoricus - Índia.

#### OrdemCaudata
Como exemplo as salamandras e tritões.

##### SubordemSalamandroidea
- Família Plethodontidae.
  - Plethodon ainsworthi - EUA.

- Família Salamandridae.
  - Cynops wolterstorffi - China

## SubclasseLepospondyli
Extintos no início do Carbonífero, aproximadamente a 320 milhões de anos atrás.

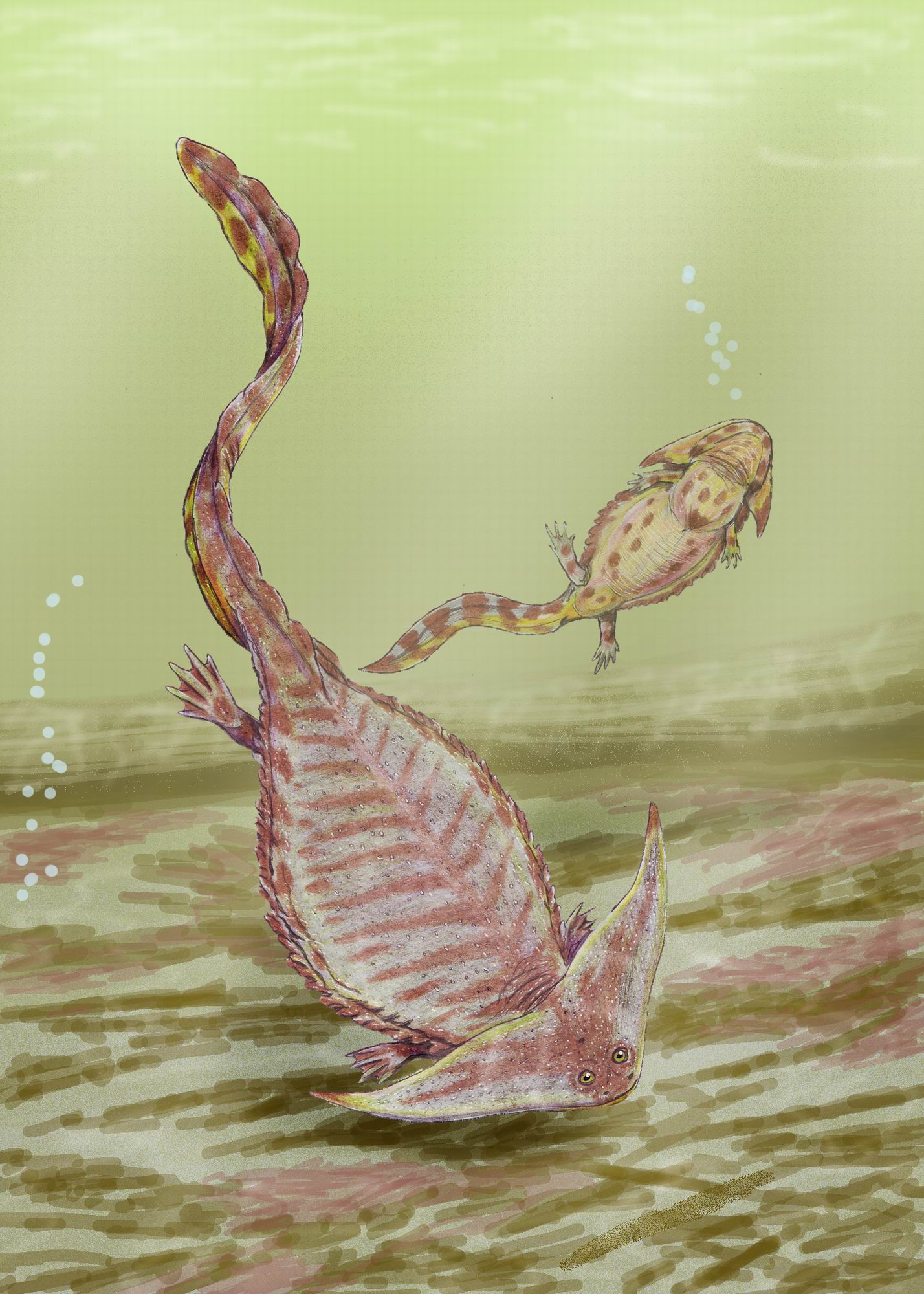
Diplocaulus, um tipo de anfíbio pré-histórico da sub-classe lepospondyli.

## SubclasseLabyrinthodontia
Constituída por espécies de anfíbios extintos, alguns dos animais dominantes da era Paleozóica e Mesozóica.

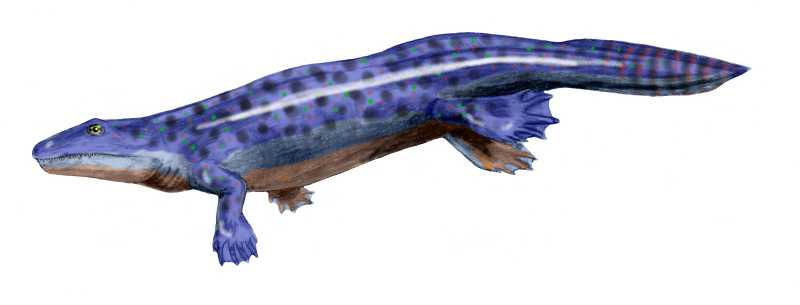
Anfíbio da era Paleozóica/Mesozóica.